# VD 17
فهرست کتابهای چاپ‌شده در کشورهای آلمانی‌زبان در قرن هفدهم (انگلیسی: Verzeichnis der im deutschen Sprachraum erschienenen Drucke des 17. Jahrhunderts) که به اختصار «VD 17» گفته می‌شود، پروژه‌ای برای ایجاد فهرست کتابشناسی ملی آلمانی به‌صورت گذشته‌نگر برای قرن هفدهم میلادی است. این پروژه در سال ۱۹۹۶ آغاز شد و قرار بود ۱۰ تا ۱۲ سال ادامه یابد. بودجه این پروژه توسط بنیاد پژوهش آلمان تأمین می‌شود. از اوایل سال ۲۰۰۷، پایگاه دادۀ این پروژه حاوی بیش از ۲۵۰۰۰۰ عنوان است.
یک فهرست مشابه مربوط به قرن شانزدهم وجود دارد که به نام VD 16 شناخته می‌شود، که در دوره ۱۹۶۹–۱۹۹۹ گردآوری شده‌است و فهرست دیگری برای قرن ۱۸ برنامه‌ریزی شده‌است.